# Skoryki (gmina)
Skoryki – dawna gmina wiejska w powiecie zbaraskim województwa tarnopolskiego II Rzeczypospolitej. Siedzibą gminy były Skoryki.
Gminę utworzono 1 sierpnia 1934 r. w ramach reformy na podstawie ustawy scaleniowej z dotychczasowych gmin wiejskich: Hołoszyńce, Klimkowce, Medyn, Pieńkowce, Prosówce, Skoryki, Worobijówka.
Po II wojnie światowej obszar gminy znalazł się w ZSRR.